# Elisa Veeck
Elisa Vignochi Veeck (Canoas, 2 de dezembro de 1987) é uma jornalista e ex-atriz brasileira.

## Carreira
Em 1998, estreou como atriz na telenovela Chiquititas, do SBT, interpretando a órfã Fran, uma das protagonistas da trama. Em 2016 formou-se em Comunicação Social - Jornalismo na Universidade do Vale do Paraíba (Univap), em São José dos Campos, ingressando no mesmo ano na Rede Vanguarda. Na Rede Vanguarda, pelo seu trabalho como âncora do programa Link Vanguarda, foi premiada em 2017 com o Troféu Mulher Imprensa na categoria Melhor Âncora de Televisão. Em 2008 protagonizou o clipe "Daqui Pra Frente" da banda brasileira NXZero. 
Em 2020, estreou como âncora do telejornal CNN Newsroom na CNN Brasil. Ainda em 2020, passou a ancorar o telejornal CNN Novo Dia. Em abril de 2022, tornou-se âncora do Expresso CNN, onde permaneceu até a extinção do jornal em dezembro de 2022. Desde dezembro de 2022, apresenta o Live CNN Brasil.

## Filmografia

### Televisão
| Ano           | Título              | Cargo / Personagem | Emissora       |
| ------------- | ------------------- | ------------------ | -------------- |
| 1998–01       | Chiquititas         | Fran               | SBT            |
| 2005          | Entre Amigos        | Apresentadora      | AllTV          |
| 2009          | Descolados          | Carol              | MTV Brasil     |
| 2010          | Morando Sozinho     | Verônica           | MTV Brasil     |
| 2010–15       | Mit TV              | Apresentadora      | BandSports     |
| 2016–20       | Link Vanguarda      | Apresentadora      | Rede Vanguarda |
| 2020          | CNN Newsroom        | Apresentadora      | CNN Brasil     |
| 2020–21       | CNN Nosso Mundo     | Apresentadora      | CNN Brasil     |
| 2020–22       | CNN Novo Dia        | Apresentadora      | CNN Brasil     |
| 2022          | Expresso CNN        | Apresentadora      | CNN Brasil     |
| 2022–presente | Live CNN Brasil     | Apresentadora      | CNN Brasil     |
| 2024          | Geração Chiquititas | Ela mesma          | SBT            |

## Teatro
| Ano     | Título                                   | Personagem |
| ------- | ---------------------------------------- | ---------- |
| 1998–99 | Chiquititas - O Show                     | Fran       |
| 2006–07 | Satyros                                  | Jane       |
| 2008    | O Homem que Queria Ser um Village People | Tina       |